# Villa Nesci

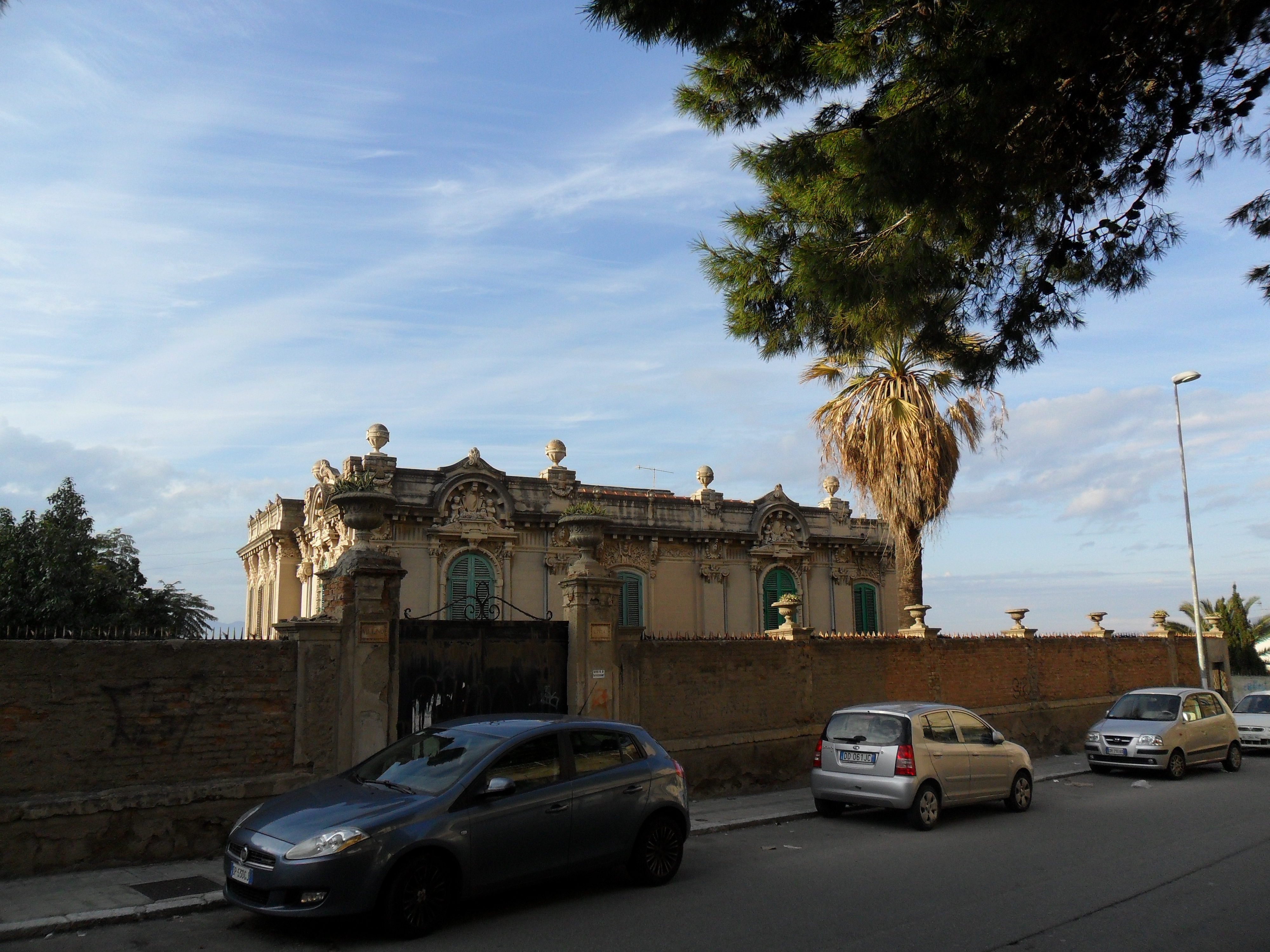
Villa Nesci in Reggio Calabria von der Via Reggio Campi aus

Die Villa Nesci ist ein Jugendstilhaus aus den 1910er-Jahren in Reggio Calabria in der italienischen Region Kalabrien. Es liegt an der Via Reggio Campi. Der plastisch-dekorative Reichtum, die fröhliche Suche nach dem Hell-Dunkel-Kontrast im Wechsel mit skulpturaler Prägung, unterstreicht die Grazie und Eleganz der architektonischen Zusammenstellung des Gebäudes, gekennzeichnet durch Krümmung der Fassadenlinien, ein typischer Ausdruck des Jugendstils.

## Beschreibung

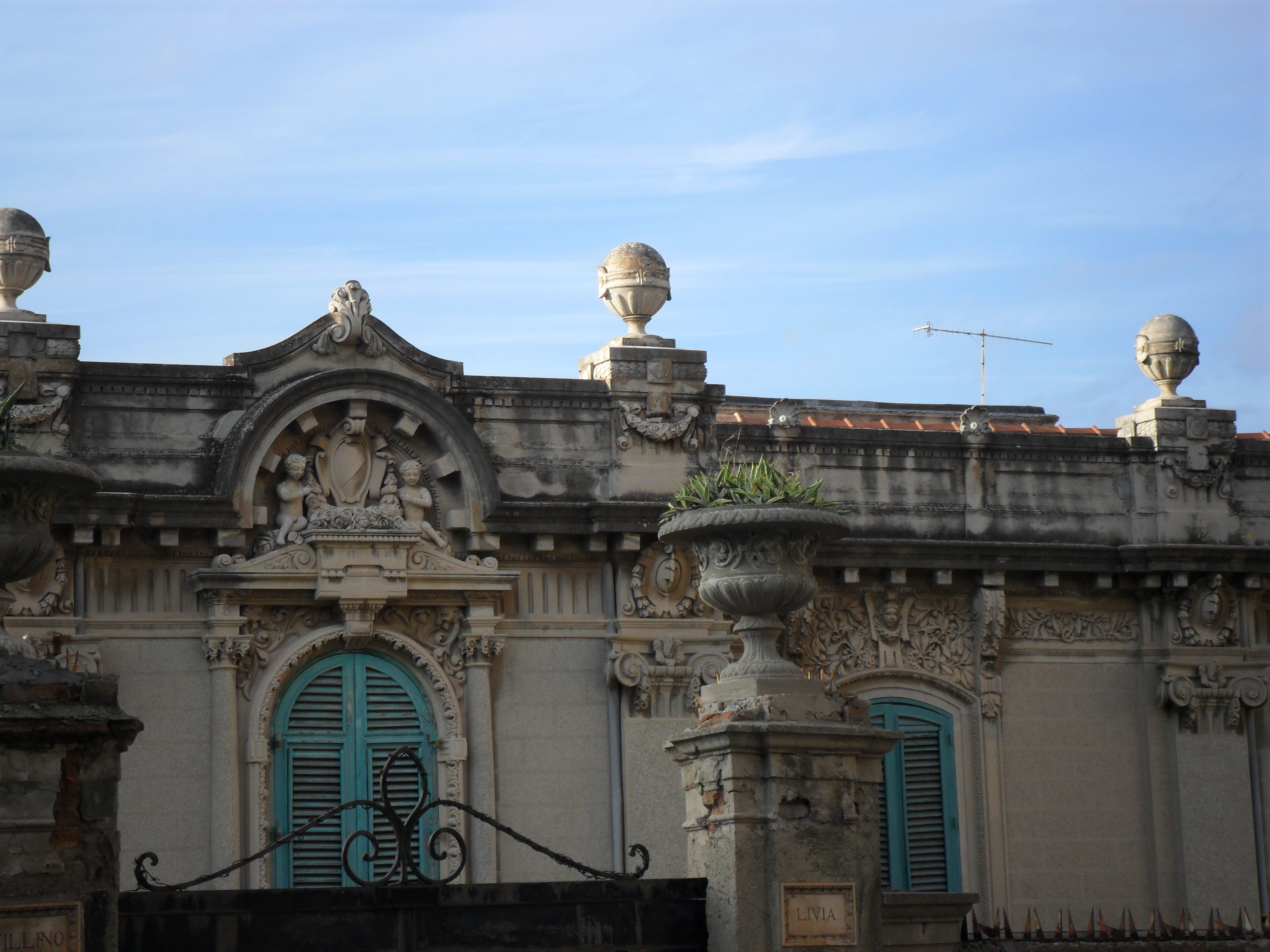
Dekore an der Fassade

Im Inneren eines großen Privatgartens und umgeben von einer langen Mauer aus Ziegelsteinen liegt die Villa Nesci, ein Bau aus der Zeit nach dem Erdbeben von 1908. Die reine Jugendstilkonstruktion ist eines der schönsten Beispiele für die dekorative Ausdrucksfähigkeit, die ihren höchsten Grad in der Dekoration der Architrave der Rundbogenfenster findet, in den breiten Balkonen, die von Säulen gestützt werden, und in den Gesimsen oben am Gebäude.
Faszinierend ist der Reichtum der Dekore an den Fenstern, auch dank einer neuen Technik der Modellierung des Mörtels, des Zements (wichtigstes Material für die Herstellung der Dekore und des Putzes in dieser Zeit) und des Kunststeins. Letzterer, erhalten durch die Mischung von Zementmörtel mit Sand und Zuschlagsstoffen vom Marmor oder Travertin wird vorwiegend für die Fundamente und die Zierelemente eingesetzt, sowie geglättet und poliert Säulen als Marmorimitat. An der Villa Nesci wurde Kunststein mit solcher Akkuratesse und guter Machart verarbeitet, dass er sich heute – nach über hundert Jahren – noch in optimalem Zustand befindet.
Über den Fenstern und Türen sind Friese mit floralen Motiven angebracht, gerahmt von Säulen und ebenen Lisenen mit neoklassizistischen Kapitellen, veredelt durch plastisch-dekorative Einzelheiten von seltenem kompositorischen Gleichgewicht. Die Fassaden, die durch ihre Nüchternheit in der Verteilung von Leerflächen und gefüllten Flächen und durch ihre Eleganz der Pilaster und Säulen hervorstechen, erscheinen sowohl durch ihre verzierten Gesimse als auch durch ihre Fenstergitter bemerkenswert. Besonders ist auch das Traufgesims, das sich in Zusammenhang mit den Fenstern erhebt und ein halbrundes Tympanon bildet, in dessen Innerem sich das Adelswappen der Familie, flankiert von Putten, befindet, sowie die Balustrade mit einer Reihe von kleinen Pilastern, dekoriert mit angepunkteten Girlanden und einigen architektonischen Elementen darüber, die durch Muschelakroterien und große Vasen dargestellt sind, die Steinkugeln enthalten.